# Wenke Christoph

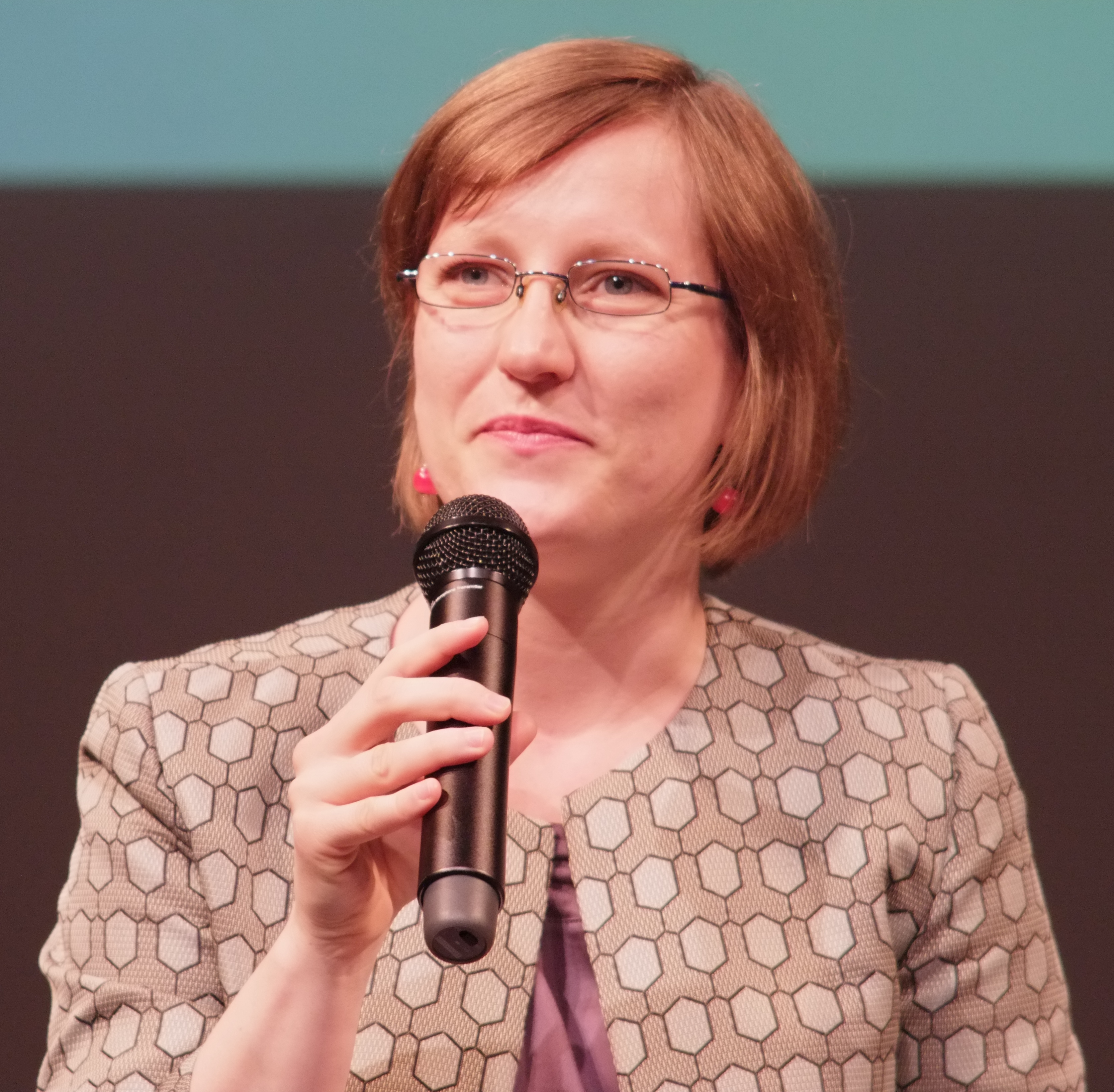
Wenke Christoph, 2017

Wenke Christoph (* 1981 in Königs Wusterhausen) ist eine deutsche Politikerin (Die Linke). Sie war von 2021 bis 2023 Staatssekretärin in der Berliner Senatsverwaltung für Integration, Arbeit und Soziales und von 2020 bis 2021 Staatssekretärin in der Berliner Senatsverwaltung für Stadtentwicklung und Wohnen.

## Leben

### Studium
Wenke Christoph begann ein Jahr nach ihrem Abitur im Jahr 2001 ein Studium der Geographie und Sozialwissenschaften an der Humboldt-Universität zu Berlin, das sie von 2007 bis 2011 unterbrach und 2013 mit einem Bachelor in Geographie abschloss. In den Jahren 2005 und 2006 absolvierte sie ein Auslandsstudium an der Universität Nanjing in China. 2014 nahm sie ein Fernstudium der Nachhaltigen Entwicklungszusammenarbeit an der Technischen Universität Kaiserslautern auf und erwarb darin 2020 den akademischen Grad Master of Arts.

### Beruf
Von 2007 bis 2013  war sie freiberufliche Moderatorin und  Trainerin in der Jugend- und Erwachsenenbildung. 2013 begann sie, für die Rosa-Luxemburg-Stiftung (RLS) in deren Zentrum für internationalen Dialog und Zusammenarbeit als Projektassistentin und Projektmanagerin zu arbeiten. 2016 ging sie als Leiterin des RLS-Regionalbüros Südosteuropa nach  Belgrad und wechselte 2017 zurück in die Berliner RLS-Zentrale, um dort als Referentin für Südosteuropa, Süd- und Westeuropa im Zentrum für internationalen Dialog und Zusammenarbeit tätig zu sein.

### Politik
Am 25. August 2020 wurde sie als Nachfolgerin von Sebastian Scheel, der zum Senator aufstieg, zur Staatssekretärin für Wohnen in der Berliner Senatsverwaltung für Stadtentwicklung und Wohnen ernannt. Als Staatssekretärin war sie Mitglied des Aufsichtsrates der Berlinovo Immobilien Gesellschaft mbH, der degewo AG, der Gewobag Wohnungsbau-Aktiengesellschaft Berlin, der HOWOGE Wohnungsbaugesellschaft mbH, der Liegenschaftsfonds Berlin Verwaltungsgesellschaft mbH und des SODA (Sondervermögen für Daseinsvorsorge- und nicht betriebsnotwendige Bestandsgrundstücke des Landes Berlin). Im Zuge der Bildung des Senates Giffey wechselte sie im Dezember 2021 als Staatssekretärin in die Senatsverwaltung für Integration, Arbeit und Soziales. Mit der Bildung des Senates Wegner im April 2023 schied sie als Staatssekretärin aus.
Wenke Christoph ist Koordinatorin und Mitbegründerin des Arbeitskreises Linke Metropolenpolitik und beschäftigte sich über viele Jahre mit den Themen Wohnungs- und Stadtentwicklungspolitik. Sie setzte sich in den vergangenen Jahren intensiv mit dem Handeln und der Vernetzung stadtpolitischer Bewegungen und Akteure in Europa auseinander. Insbesondere mit Analysen zur Finanzialisierung von Wohnungsmärkten hat sie sich bei ihrer Arbeit zu solidarischen Städten in Europa beschäftigt.
Im April 2024 wurde sie in den Vorstand des Instituts Solidarische Moderne gewählt. Im Mai 2025 wurde sie in den Landesvorstand der Berliner Linkspartei gewählt.